# Hilderstone
Hilderstone es una parroquia civil y un pueblo del distrito de Stafford, en el condado de Staffordshire (Inglaterra).

## Geografía
Según la Oficina Nacional de Estadística británica, Hilderstone tiene una superficie de 8,55 km².

## Demografía
Según el censo de 2001, Hilderstone tenía 590 habitantes (47,46% varones, 52,54% mujeres) y una densidad de población de 69,01 hab/km². El 19,15% eran menores de 16 años, el 68,31% tenían entre 16 y 74, y el 12,54% eran mayores de 74. La media de edad era de 43,27 años. Del total de habitantes con 16 o más años, el 17,61% estaban solteros, el 62,05% casados, y el 20,34% divorciados o viudos.
Según su grupo étnico, el 99,49% de los habitantes eran blancos y el 0,51% asiáticos. La mayor parte (96,45%) eran originarios del Reino Unido. El resto de países europeos englobaban al 1,69% de la población, mientras que el 1,86% había nacido en cualquier otro lugar. El cristianismo era profesado por el 83,73% y el budismo por el 0,51%, mientras que el 7,12% no eran religiosos y el 8,64% no marcaron ninguna opción en el censo.
Había 215 hogares con residentes y 10 vacíos.